# Квинт Аврелий Пактумей Фронтон
Квинт Аврелий Пактумей Фронтон (лат. Quintus Aurelius Pactumeius Fronto) — римский политический деятель второй половины I века.
Фронтон происходил из нумидийского города Цирта. Его братом Квинт Аврелий Пактумей Клемент. В правление императора Веспасиана или Тита он вошёл в состав сената из преторского сословия. В 80 году Фронтон занимал должность консула-суффекта.